# Riparo Soman
La montagna veronese è molto ricca di ritrovamenti preistorici, tra cui il riparo Soman. Sono centrati in un'area localizzata nel comune di Dolcè, la montagna del comune di Fumane e Sant'Anna d'Alfaedo. Il riparo è localizzato circa a metà strada fra gli abitati di Dolcè e Ceraino. Fra i ritrovamenti è quello all'altitudine più bassa, circa 200 metri slm. È da mettere in relazione ai numerosi castellieri della montagna sovrastante.
Il riparo Soman è l'unica testimonianza del Mesolitico della Lessinia. La parte più importante, di una ampia stratificazione, tratta di una tomba di una donna di quel periodo. Una donna del Mesolitico ha un significato simbolico, il periodo è quello della trasformazione dalla caccia ai grossi animali riservata agli uomini a quello della pesca e soprattutto della raccolta riservata alle donne. Il ritrovamento recente, del 1983, della tomba ha allargato la ricerca sulla stratificazione. La stima va dagli 11.000 anni AC ai 5.000 anni AC.
Nella zona, la presenza umana ha i suoi più antichi ritrovamenti risalenti al Paleolitico inferiore, ovvero circa 350.000 anni fa.